# Bannoncourt
Bannoncourt ist eine französische Gemeinde mit 161 Einwohnern (Stand 1. Januar 2022) im Département Meuse in der Region Grand Est (vor 2016 Lothringen). Sie gehört zum Arrondissement Commercy und zum Kanton Dieue-sur-Meuse. Die Einwohner nennen sich Bannoncourtois/Bannoncourtoises.

## Geografie
Die Gemeinde liegt etwa 32 Kilometer nordöstlich von Bar-le-Duc im Süden des Départements Meuse. Die Gemeinde besteht aus dem Ort Bannoncourt und liegt an der Maas und nahe dem Maas-Kanal. Weite Teile im Westen der Gemeinde sind bewaldet (Bois de Bannoncourt genannt). Nachbargemeinden sind Lacroix-sur-Meuse im Nordosten und Osten, Rouvrois-sur-Meuse im Osten und Südosten, Maizey im Südosten, Dompcevrin im Süden, Lahaymeix im Südwesten sowie Woimbey im Westen und  Nordwesten.

## Geschichte
Funde aus dem Jahr 2009 belegen eine frühe Besiedlung in vorchristlicher und gallo-römischer Zeit. Der Name der heutigen Gemeinde wurde 815 als Banonocurtis erstmals in einem Dokument von Ludwig den Frommen erwähnt. Im Mittelalter gehörte der Ort zum Gebiet des Herzogtums Bar und danach zum Herzogtum Lothringen, genauer zum Amt (Bailliage) Saint-Mihiel. Mit dieser Herrschaft fiel Bannoncourt 1766 an Frankreich. Bis zur Französischen Revolution lag die Gemeinde im Grand-gouvernement de Lorraine-et-Barrois. Von 1793 bis 1801 war die Gemeinde dem Distrikt Saint-Mihiel zugeteilt und Teil des Kantons Dompcevin, danach von 1801 bis 2015 Teil des Kantons Pierrefitte-sur-Aire. Seit 1801 ist Bannoncourt dem Arrondissement Commercy zugeordnet.

### Bevölkerungsentwicklung
| Jahr                       | 1962 | 1968 | 1975 | 1982 | 1990 | 1999 | 2006 | 2011 | 2019 |
| Einwohner                  | 166  | 165  | 155  | 151  | 163  | 195  | 182  | 172  | 159  |
| Quellen: Cassini und INSEE |      |      |      |      |      |      |      |      |      |

## Sehenswürdigkeiten
- Brücke Pont de Bannoncourt; im Ersten Weltkrieg zerstört und zwischen 1920 und 1930 wiederaufgebaut
- Kirche Saint-Nicolas; nach dem Ersten Weltkrieg wiederaufgebaut
- drei Wegkreuze: Croix du Poteau, Croix du Grand Pont und auf dem Friedhof
- eine Stele mit Inschrift beim Dorffriedhof
- Eisenbahnviadukt Viaduc de la Meuse; erbaut ab 2002
- Denkmal für die Gefallenen[3]

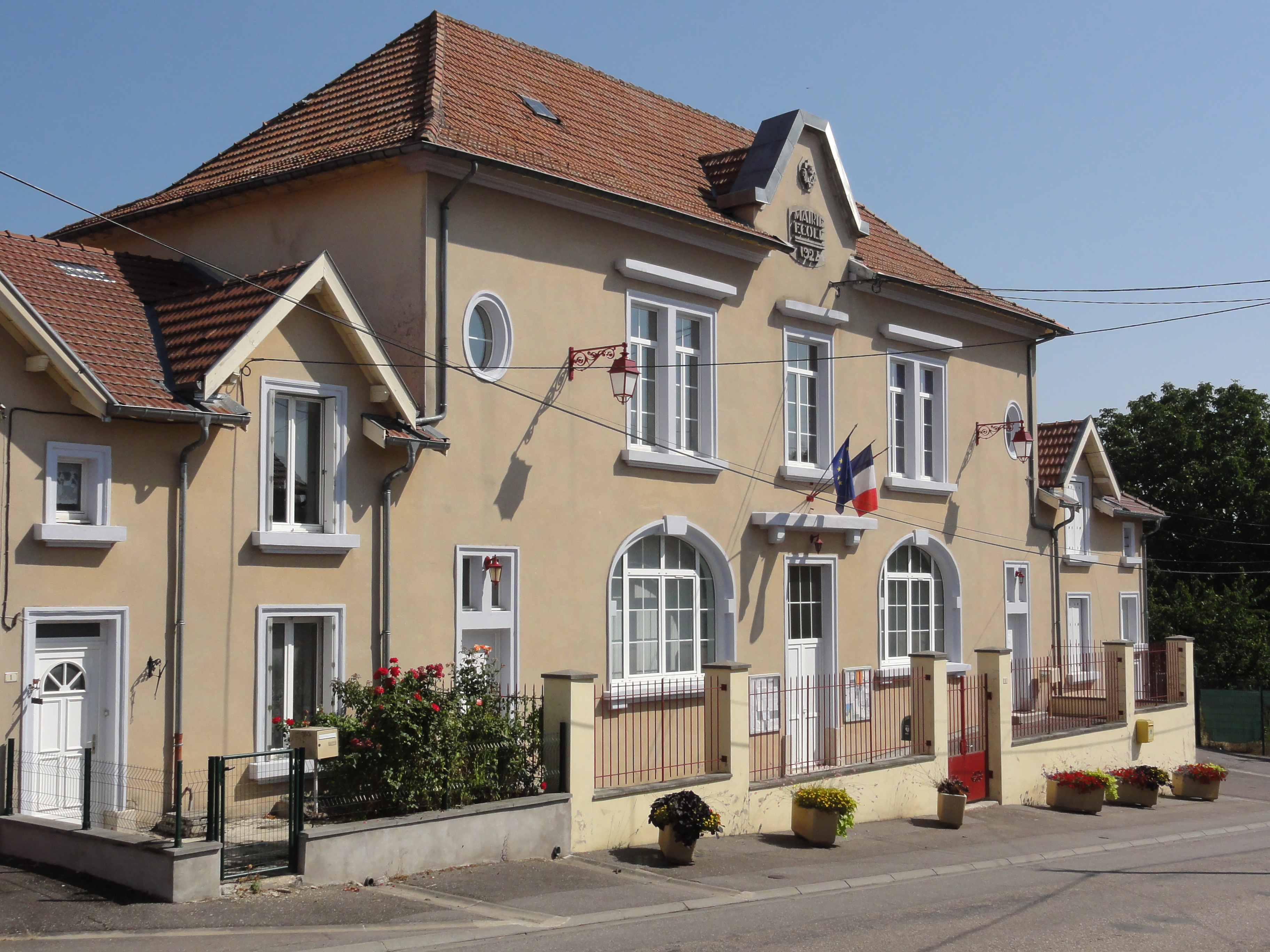
Rathaus (Mairie) von Bannoncourt
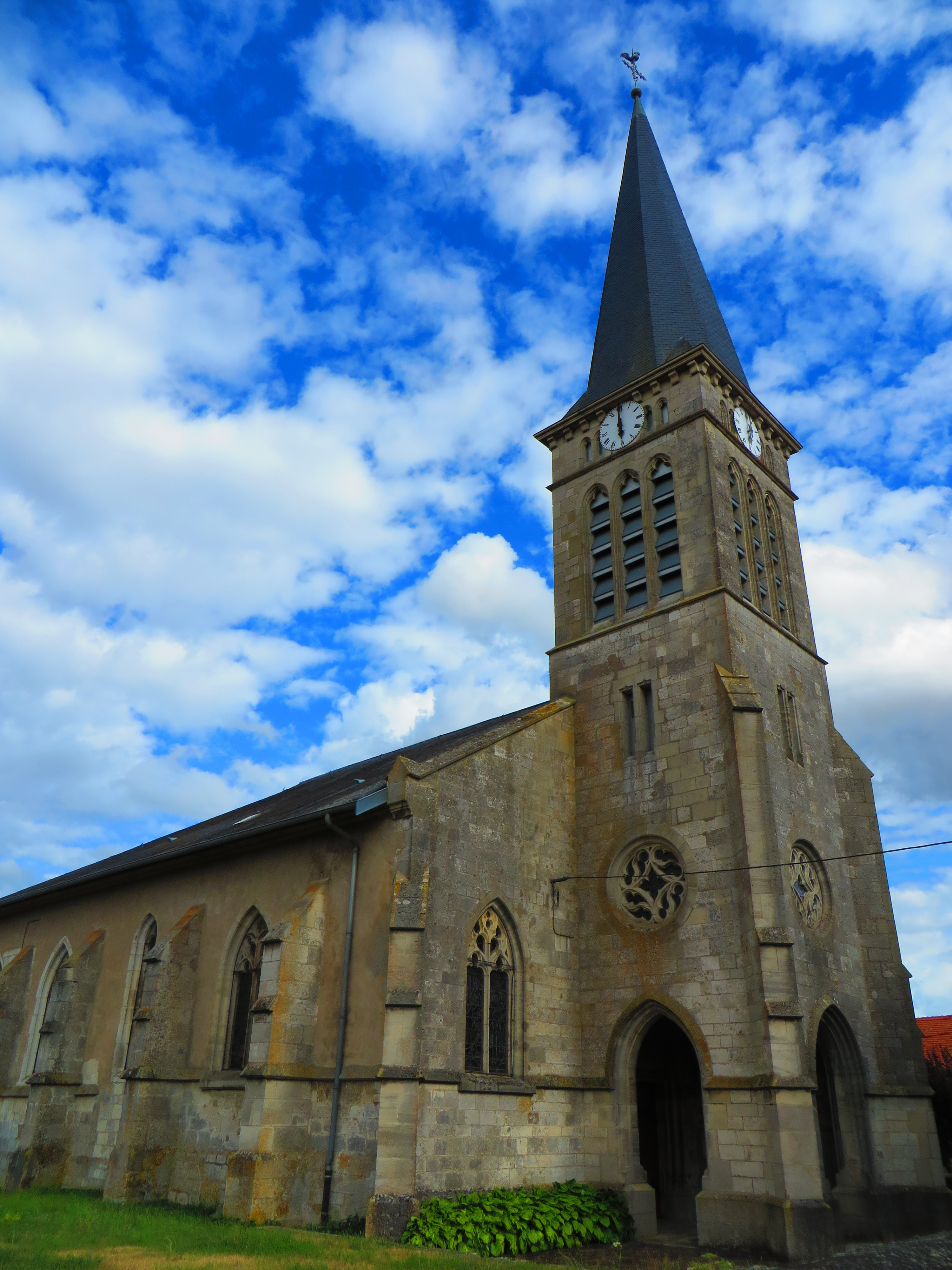
Kirche Saint-Nicolas
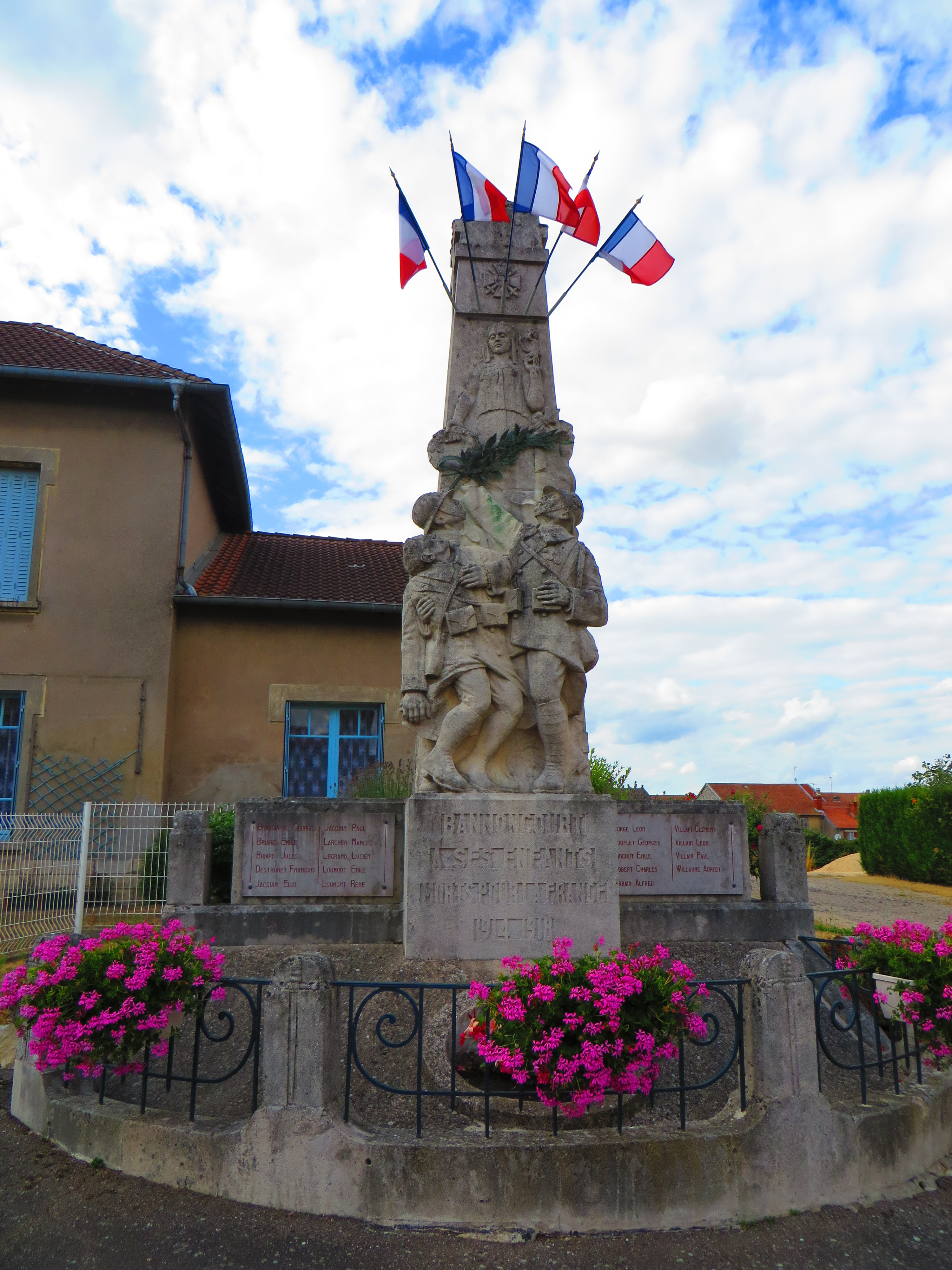
Denkmal für die Gefallenen
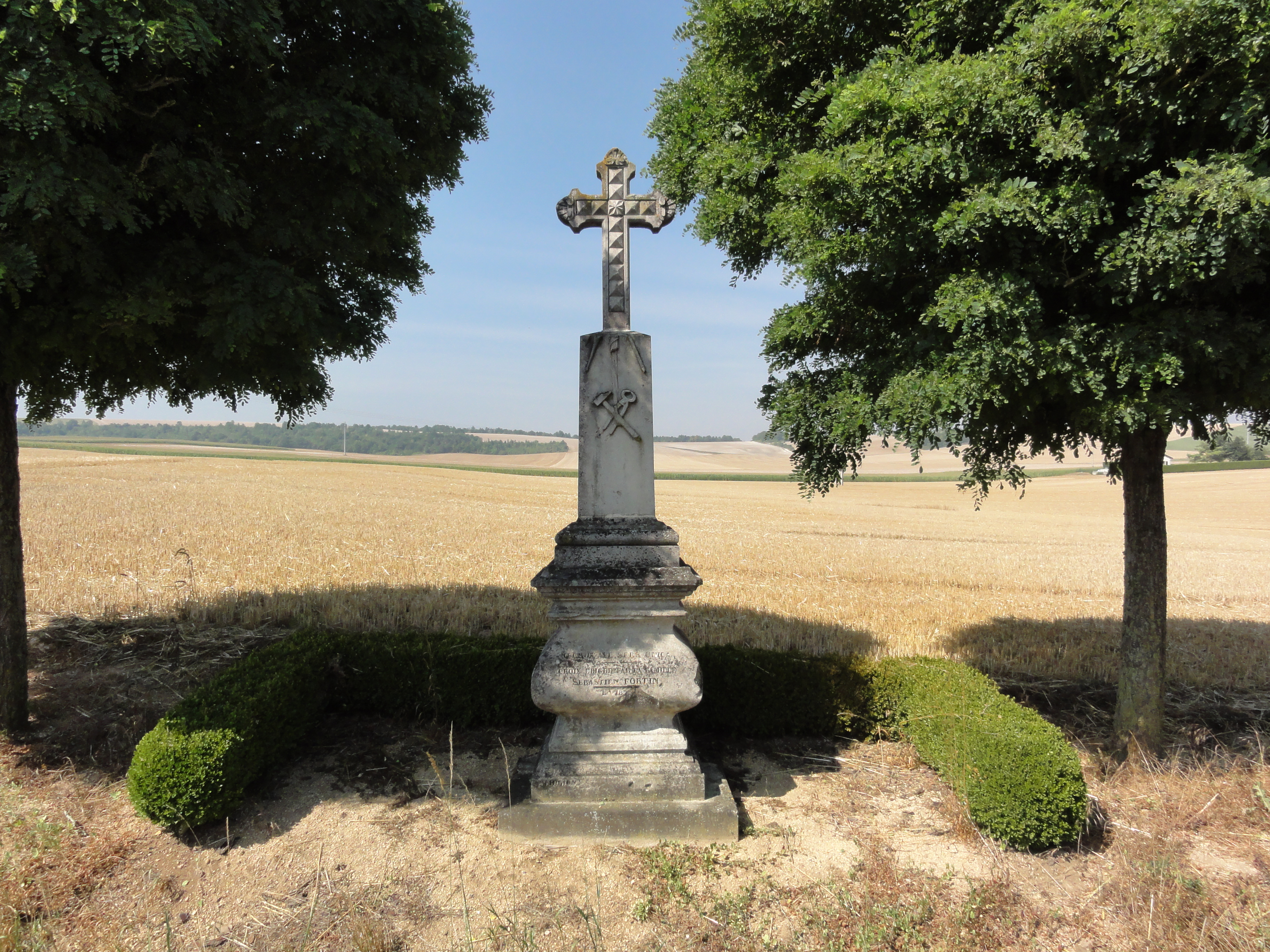
Wegkreuz südlich des Dorfs
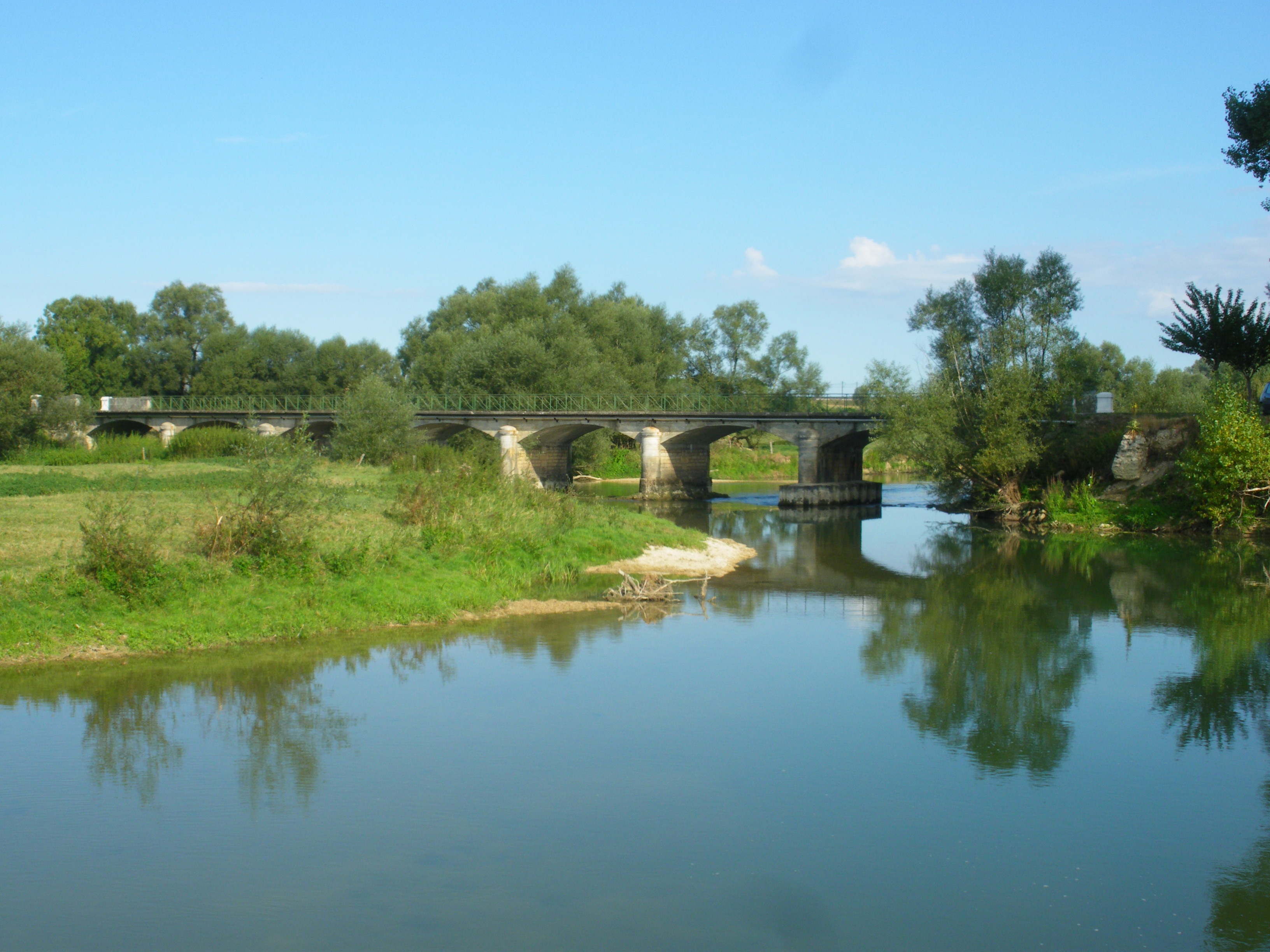
Pont de Bannoncourt
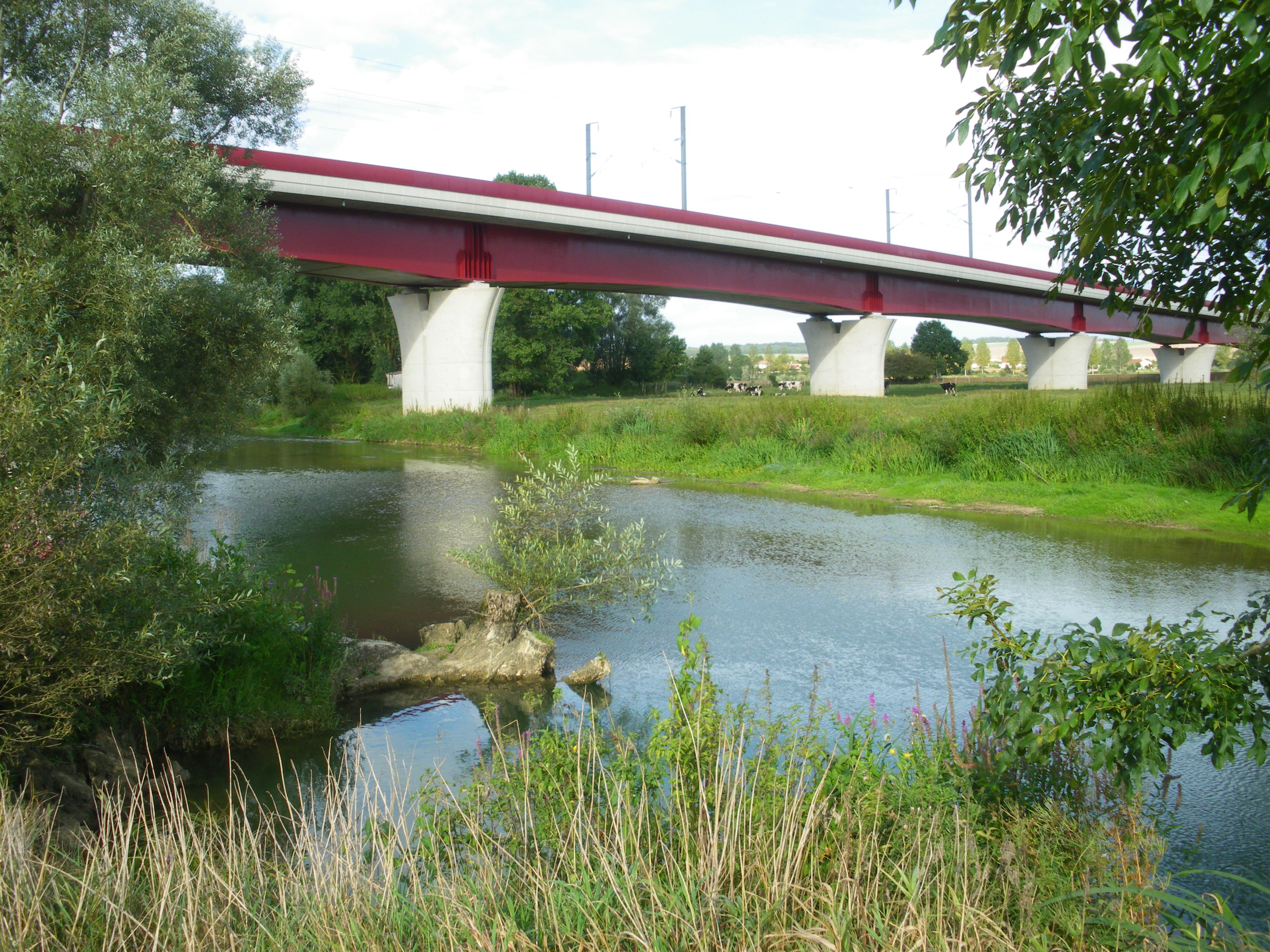
Eisenbahnviadukt über die Maas
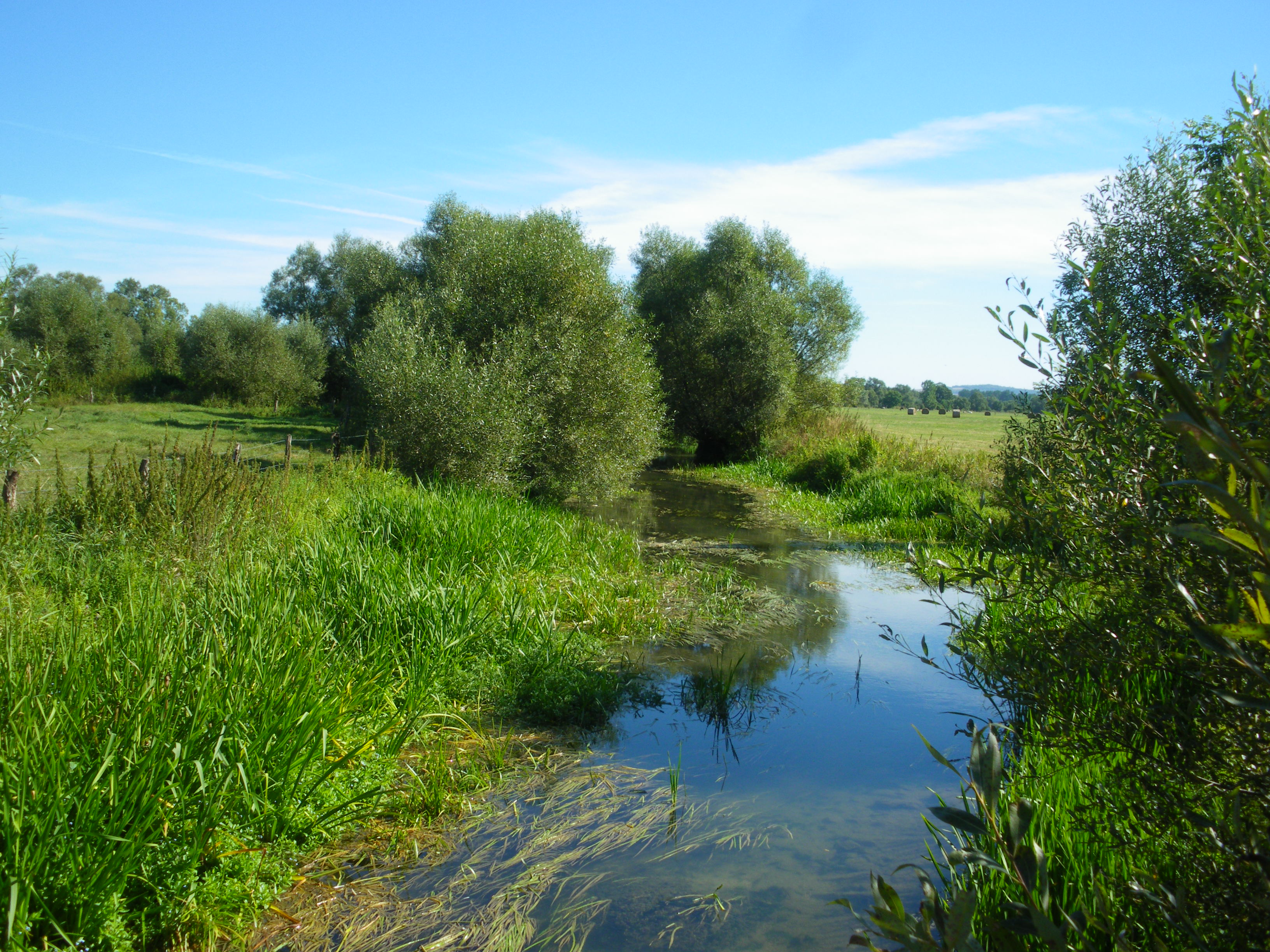
Landschaft an der Kleinen Maas